# ЯТБ-3
ЯТБ-3 — двухэтажный троллейбус Ярославского автомобильного завода, эксплуатировавшийся в Москве с 1938 по 1953 год.

## История появления
В начале 1930-х на улицах некоторых европейских городов ездили двухэтажные троллейбусы. Идея размещения в одной машине большего количества пассажиров была оценена по достоинству и московскими транспортниками.
Летом 1937 года из Англии в СССР были импортированы два трёхосных троллейбуса Английской электрической компании. Один из них был двухэтажным (AEC 664T). Именно на основе этого троллейбуса Ярославский автомобильный завод построил 10 своих двухэтажных машин, получивших название ЯТБ-3.

## Эксплуатация в Москве
Первый ЯТБ-3 вышел на линию 26 июля 1938 года. Он проехал по новой линии на нынешнем проспекте Мира.
Высота контактной сети и вопросы устойчивости машины наложили большие ограничения на высоту троллейбуса. Цельнометаллический корпус троллейбуса имел длину 9,4 м, высота — 4,7 м. В отличие от ЯТБ-1, высота салона которого составляла 1915 мм, высота потолка на первом этаже ЯТБ-3 составляла лишь 1795 мм, а второго — 1770 мм. На первом этаже было 40 мест для сидения, на втором — 32, общая пассажирская вместимость троллейбуса составляла 100 человек. Он имел массу 10 740 кг и скорость — до 55 км/час.
Всего ярославским автомобильным заводом было выпущено 10 таких машин, последняя — в 1939 году. Поскольку пассажирская дверь была всего одна, то её не хватало для проведения быстрой посадки-высадки пассажиров. Поэтому позже на завод вернули одну машину, для того, чтобы её доукомплектовали второй дверью.
Опыт эксплуатации показал, что они плохо подходят для наших регионов. Более новые троллейбусы делались одноэтажными, рассчитанными на перевозку большого количества пассажиров (главным образом, стоячих). Было решено отказаться от использования двухэтажных троллейбусов в пользу сочленённых. Но такие появились только в конце 50-х годов из ворот завода «СВАРЗ». Все 10 экземпляров ЯТБ-3 эксплуатировались только в Москве и были списаны к 1953 году. Ни один экземпляр троллейбуса ЯТБ-3 до наших дней не сохранился.

## ЯТБ-3 в культуре
- Большинству жителей бывшего СССР ЯТБ-3 знаком по фильму «Подкидыш», в котором он появляется в одном из эпизодов, а в фильме «Весна» (1947) в кадр попадают одновременно обе уцелевшие после войны машины. Также встречается в эпизоде в фильме «Счастливый рейс».
- На картине Бориса Рыбченкова «Улица Горького (Тверская), Москва» (1941, хранится в собрании Калужского музея изобразительных искусств).
- В мультфильме «Дядя Стёпа» (1939) изображен троллейбус на маршруте № 1.
- В книге Бориса Акунина «Шпионский роман» двухэтажный троллейбус ЯТБ-3 участвует в операции по дезинформации немецкого шпиона Вассера; Лаврентий Берия приказал инсценировать падение этого троллейбуса с Крымского моста, куда после было подкинуто тело убитого радиста. В экранизации того же романа фигурирует весьма неточная реплика ЯТБ-3[1], созданная на базе автобуса ПАЗ-3205.
- В книге Сергея Григорьевича Розанова «Приключения Травки» главный герой любуется двухэтажным троллейбусом, движущимся по Ленинградскому проспекту.